# Luka produktu narodowego brutto
Luka produktu narodowego brutto (PNB) – bezpośredni efekt niepełnego wykorzystania czynników wytwórczych. Występuje na skutek zaistnienia różnicy pomiędzy rzeczywistym poziomem produkcji a potencjalnym, który byłby możliwy do osiągnięcia przy pełnym wykorzystaniu mocy produkcyjnych.